# Río Pascua
Río Pascua är ett vattendrag  i Chile.   Det ligger i regionen Región de Aisén, i den södra delen av landet, 1 700 km söder om huvudstaden Santiago de Chile. Vattendragets källa är Lago O'Higgins och det mynnar ut i Bakersfjorden i Stilla havet. 
I omgivningen kring Río Pascua växer i huvudsak blandskog och området är nästan obefolkat, med mindre än två invånare per kvadratkilometer.